# أولاد زراد (أولاد زراد)
أولاد زراد هي إحدى مشيخات المملكة المغربية، تتبع جغرافيا لإقليم قلعة السراغنة وإداريًا لأولاد زراد. يقدر عدد سكانها بـ 11225 نسمة حسب الإحصاء الرسمي للسكان والسكنى لسنة 2004.